# ماناتی (آتلانتیکو)
ماناتی (انگلیسی: Manatí, Atlántico) نام شهری در کشور کلمبیا است.